# Wendezeiten

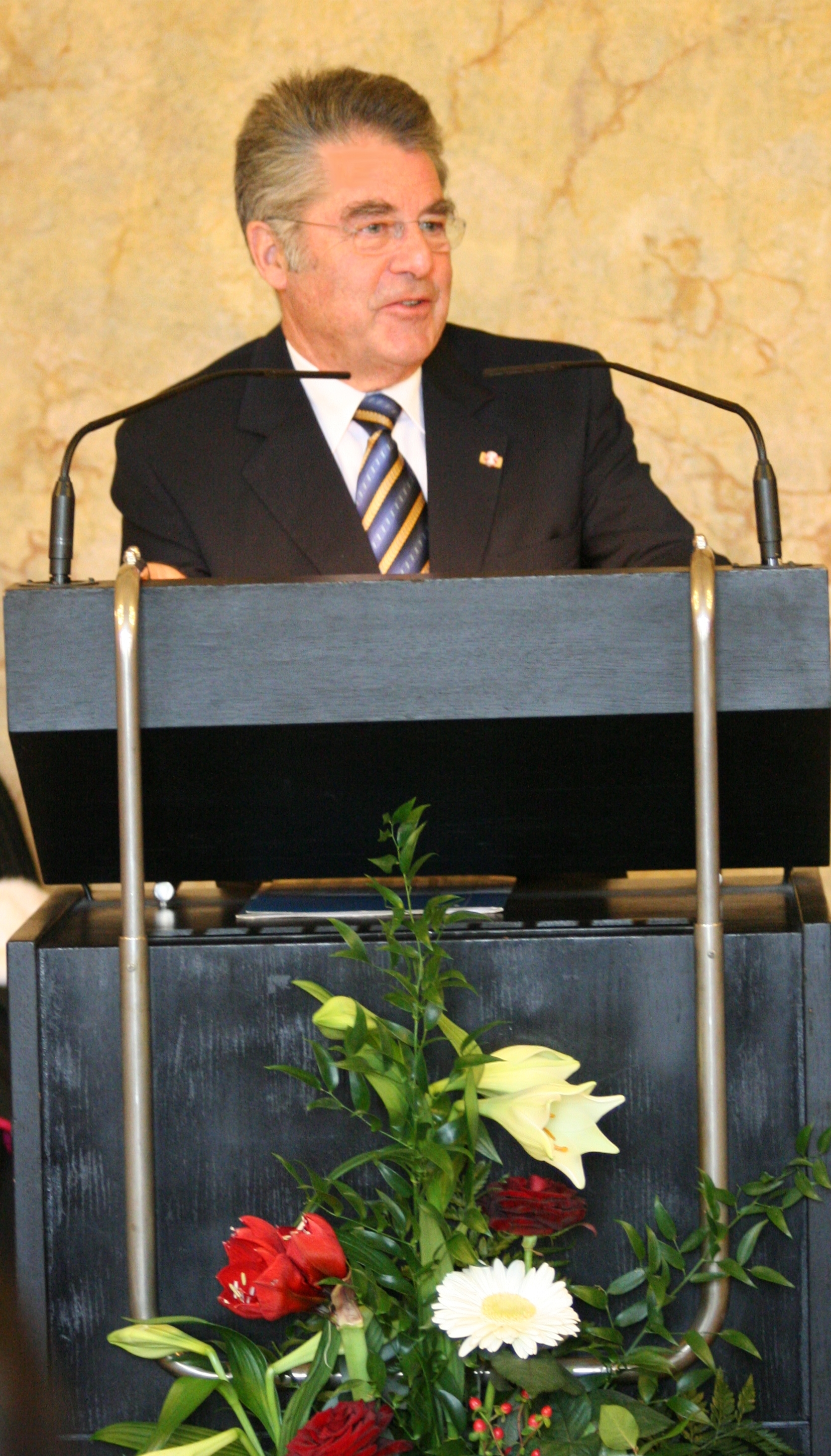
Heinz Fischer

Wendezeiten. Ein österreichischer Zwischenbefund ist ein Sachbuch von Heinz Fischer, zum Zeitpunkt des Erscheinens SPÖ-Politiker und Erster beziehungsweise Zweiter Präsident des Nationalrates.

## Inhalt
In dem Buch beschäftigt sich der Autor mit den Ereignissen rund um die Nationalratswahl vom 3. Oktober 1999 und mit den Geschehnissen danach. Fischer erläutert anhand seiner privaten Notizen den Verlauf der Regierungsverhandlungen zwischen SPÖ und ÖVP sowie später ÖVP und FPÖ. Er bietet auch Einblicke in informelle Gespräche und private Treffen ohne indiskret zu werden. Das Buch endet mit der Bildung der ÖVP-FPÖ-Koalition und einem Ausblick in die mögliche Zukunft der österreichischen Politik.

## Kritik
Das Buch wurde von allen Seiten durchaus positiv aufgenommen. Selbst politische Gegner wie Andreas Khol oder Peter Westenthaler würdigten das Werk als sachlich und fair. 